# Christopher Chaplin

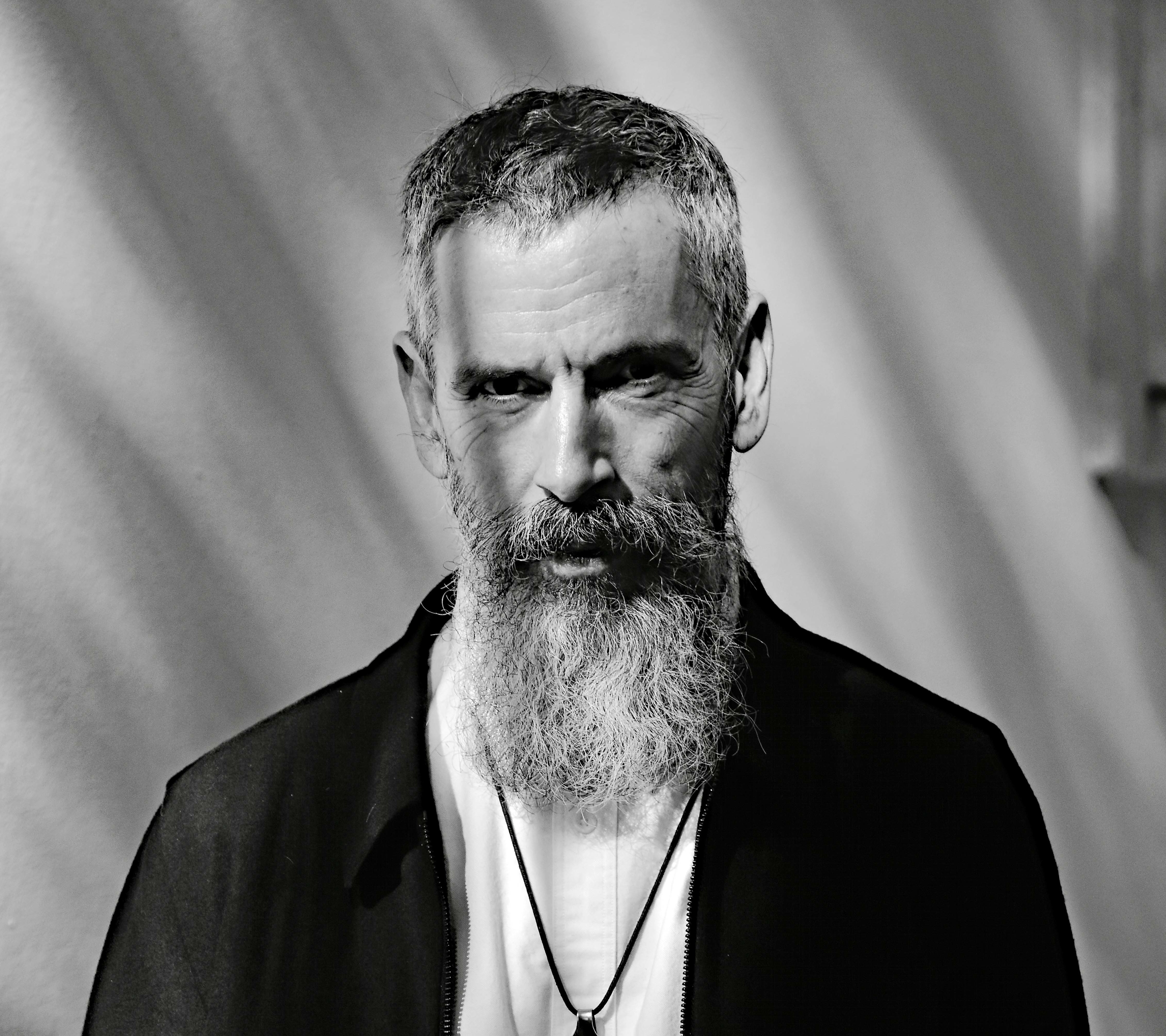
Christopher Chaplin 2017

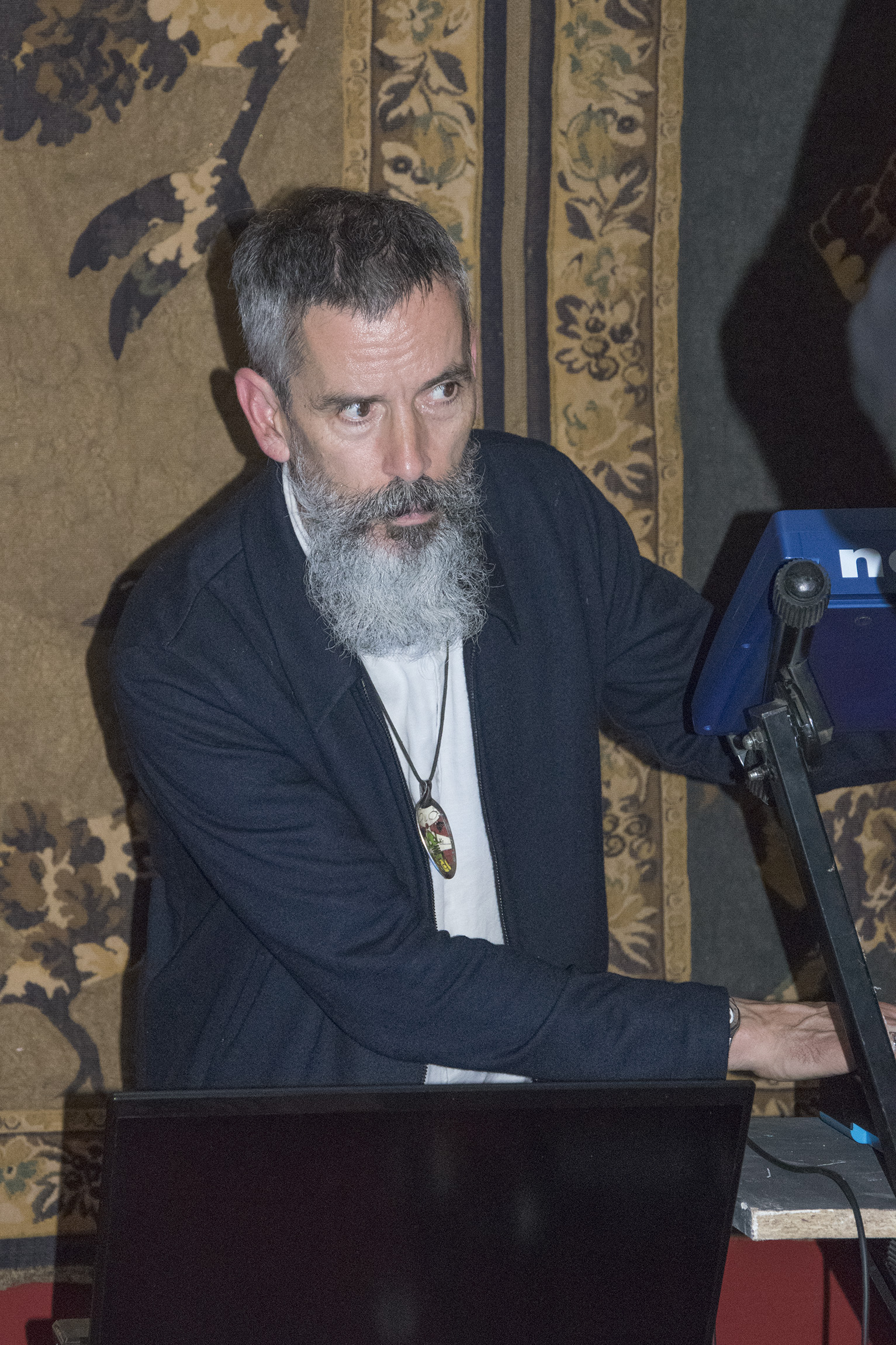
Christopher Chaplin bei einem Konzert, 2017

Christopher James Chaplin (* 8. Juli 1962 in Lausanne) ist ein in der Schweiz aufgewachsener britischer Komponist und Schauspieler. Er ist das jüngste Kind des Schauspielers und Regisseurs Charlie Chaplin und dessen Frau Oona O’Neill.

## Leben
Christopher James Chaplin wurde am Morgen des 8. Juli 1962 in der Clinique Montchoisi in Lausanne geboren. Die Familie Chaplin lebte damals in Corsier-sur-Vevey, wo Christopher auch aufwuchs. Er lernte Klavier bei Irène Dénéréaz in Vevey, bevor er in den frühen 1980ern nach London umzog.
Chaplin fokussierte sich zunächst auf eine Karriere als Schauspieler. Seinen ersten Filmauftritt hatte er 1983 in der britischen Filmkomödie Where Is Parsifal?, die an den Filmfestspielen von Cannes 1984 in der Sektion Un Certain Regard gezeigt wurde. In der Folge trat er in mehreren weiteren Filmen auf, unter anderem 1991 als Franz Kafka in Das Labyrinth des tschechischen Regisseurs Jaromil Jireš und 1995 als Charles Cros in Total Eclipse – Die Affäre von Rimbaud und Verlaine der polnischen Regisseurin Agnieszka Holland.
Seit 2005 ist er hauptsächlich als Komponist tätig. Unter anderem hat er mit dem deutschen Experimentalmusiker Hans-Joachim Roedelius zusammengearbeitet. Seit 2010 steht Chaplin beim österreichischen Musiklabel Fabrique Records unter Vertrag und hat dort 2016 sein erstes Solo-Album Je suis le Ténébreux veröffentlicht. Chaplin kombiniert experimentelle elektronische Musik mit Elementen der Kammermusik und der zeitgenössischen Musik.

## Diskografie
Soloalben:
- Je suis le Ténébreux (2016, Fabrique Records)
- Paradise Lost (2018, Fabrique Records)
- M (2020, Fabrique Records)
- Patriarchs (2021, Fabrique Records)
- Patriarchs Live (2023, Fabrique Records)

Zusammenarbeiten:
- Seven Echoes, mit KAVA, d. i. Thomas Pötz (2010, Fabrique Records)
- King of Hearts, mit Hans-Joachim Roedelius (2012, Sub Rosa)
- Triptych in Blue, mit Hans-Joachim Roedelius und Andrew Heath (2017, Disco Gecko Recordings)
- BJARMI, mit Stereo Hypnosis (2019, Fabrique Records)

Singles:
- Enosh (2020, Fabrique Records)
- Jared  (2021, Fabrique Records)

Remixes:
- Slippery Forces, Boz Boorer (2012, Fabrique Records)
- Virtue, Loretta Who (2016, Fabrique Records)

## Filmografie
- 1983: Die Himmelsmaschine (Where Is Parsifal?)
- 1989: Till We Meet Again (TV-Miniserie)
- 1990: Gavre Princip – Himmel unter Steinen
- 1991: Das Labyrinth (Labyrint)
- 1992: Christopher Columbus – Der Entdecker (Christopher Columbus: The Discovery)
- 1994: La piste du télégraphe
- 1995: Total Eclipse – Die Affäre von Rimbaud und Verlaine (Total Eclipse)